# Brousse (Tarn)
Pour les articles homonymes, voir Brousse.
Brousse est une commune française située dans le centre du département du Tarn, en région Occitanie. Sur le plan historique et culturel, la commune est dans le Castrais, un territoire essentiellement agricole, entre la rive droite de l'Agout au sud et son affluent, le Dadou, au nord.
Exposée à un climat océanique altéré, elle est drainée par le ruisseau de Ganoubre, le ruisseau de Merdalou, le ruisseau de Pascabasié, le ruisseau de Villeneuve et par divers autres petits cours d'eau. La commune possède un patrimoine naturel remarquable composé de deux zones naturelles d'intérêt écologique, faunistique et floristique.
Brousse est une commune rurale qui compte 439 habitants en 2022. Elle fait partie de l'aire d'attraction de Graulhet. Ses habitants sont appelés les Broussiens ou  Broussiennes.

## Géographie

### Localisation
Commune située au sud-est de Graulhet.

### Communes limitrophes
Les communes limitrophes sont  Graulhet, Lautrec, Moulayrès, Puycalvel et Saint-Julien-du-Puy.
|           | Saint-Julien-du-Puy |         |
| Graulhet  | Brousse             | Lautrec |
| Moulayrès | Puycalvel           |         |

### Hydrographie
La commune est dans le bassin de la Garonne, au sein du bassin hydrographique Adour-Garonne. Elle est drainée par le ruisseau de Ganoubre, le ruisseau de Merdalou, le ruisseau de Pascabasié, le ruisseau de Villeneuve, le ruisseau de Costebergat, le ruisseau de Puechassaut, le ruisseau des Sagnes et par divers petits cours d'eau, qui constituent un réseau hydrographique de 19 km de longueur totale,.

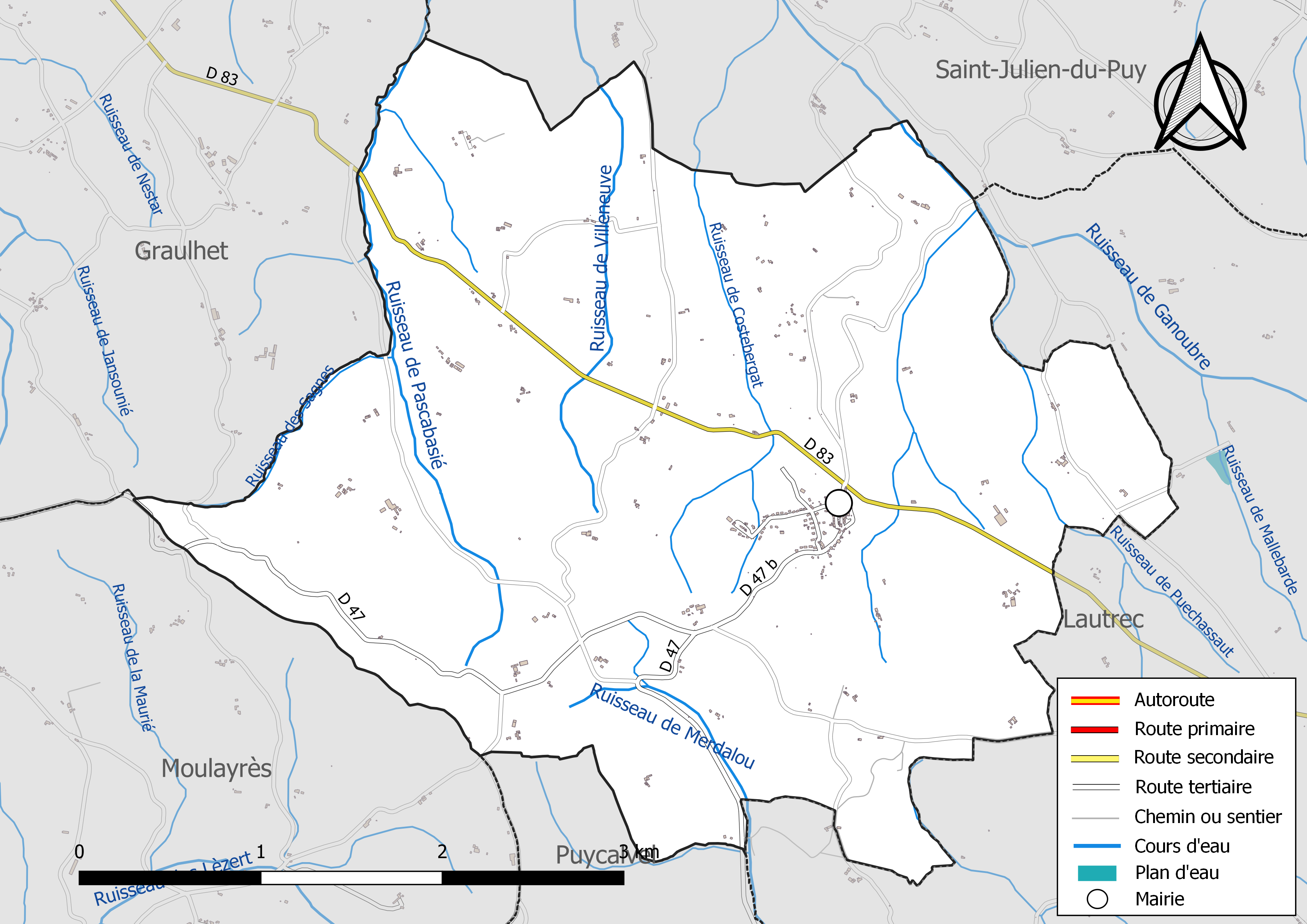
Réseaux hydrographique et routier de Brousse.

### Climat
Pour des articles plus généraux, voir Climat de l'Occitanie et Climat du Tarn.
En 2010, le climat de la commune est de type climat du Bassin du Sud-Ouest, selon une étude du Centre national de la recherche scientifique s'appuyant sur une série de données couvrant la période 1971-2000. En 2020, Météo-France publie une typologie des climats de la France métropolitaine dans laquelle la commune est exposée à un climat océanique altéré et est dans la région climatique Aquitaine, Gascogne, caractérisée par une pluviométrie abondante au printemps, modérée en automne, un faible ensoleillement au printemps, un été chaud (19,5 °C), des vents faibles, des brouillards fréquents en automne et en hiver et des orages fréquents en été (15 à 20 jours).
Pour la période 1971-2000, la température annuelle moyenne est de 12,9 °C, avec une amplitude thermique annuelle de 15,6 °C. Le cumul annuel moyen de précipitations est de 890 mm, avec 10,1 jours de précipitations en janvier et 5,8 jours en juillet. Pour la période 1991-2020, la température moyenne annuelle observée sur la station météorologique de Météo-France la plus proche, « Puylaurens », sur la commune de Puylaurens à 17 km à vol d'oiseau, est de 14,4 °C et le cumul annuel moyen de précipitations est de 782,0 mm. 
La température maximale relevée sur cette station est de 42,5 °C, atteinte le 13 août 2003 ; la température minimale est de −16,5 °C, atteinte le 16 janvier 1985,,.
Les paramètres climatiques de la commune ont été estimés pour le milieu du siècle (2041-2070) selon différents scénarios d'émission de gaz à effet de serre à partir des nouvelles projections climatiques de référence DRIAS-2020. Ils sont consultables sur un site dédié publié par Météo-France en novembre 2022.

### Milieux naturels et biodiversité
L’inventaire des zones naturelles d'intérêt écologique, faunistique et floristique (ZNIEFF) a pour objectif de réaliser une couverture des zones les plus intéressantes sur le plan écologique, essentiellement dans la perspective d’améliorer la connaissance du patrimoine naturel national et de fournir aux différents décideurs un outil d’aide à la prise en compte de l’environnement dans l’aménagement du territoire.
Une ZNIEFF de type 1 est recensée sur la commune :
le « bois des Fontasses » (94 ha), couvrant 3 communes du département et une ZNIEFF de type 2, : 
les « coteaux de Graulhet à Lautrec » (4 965 ha), couvrant 7 communes du département.

Carte des ZNIEFF de type 1 et 2 à Brousse.
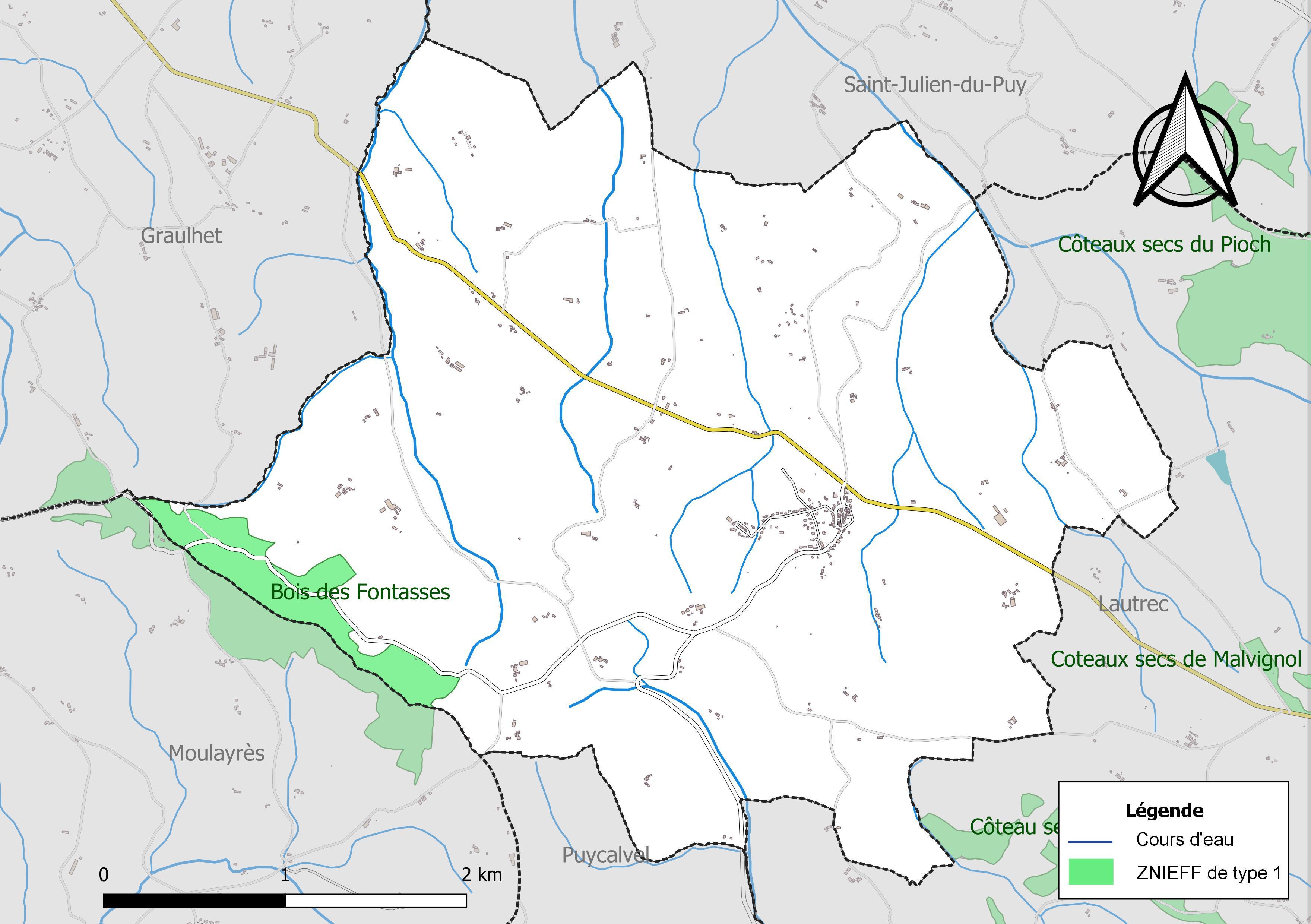
Carte de la ZNIEFF de type 1 sur la commune.
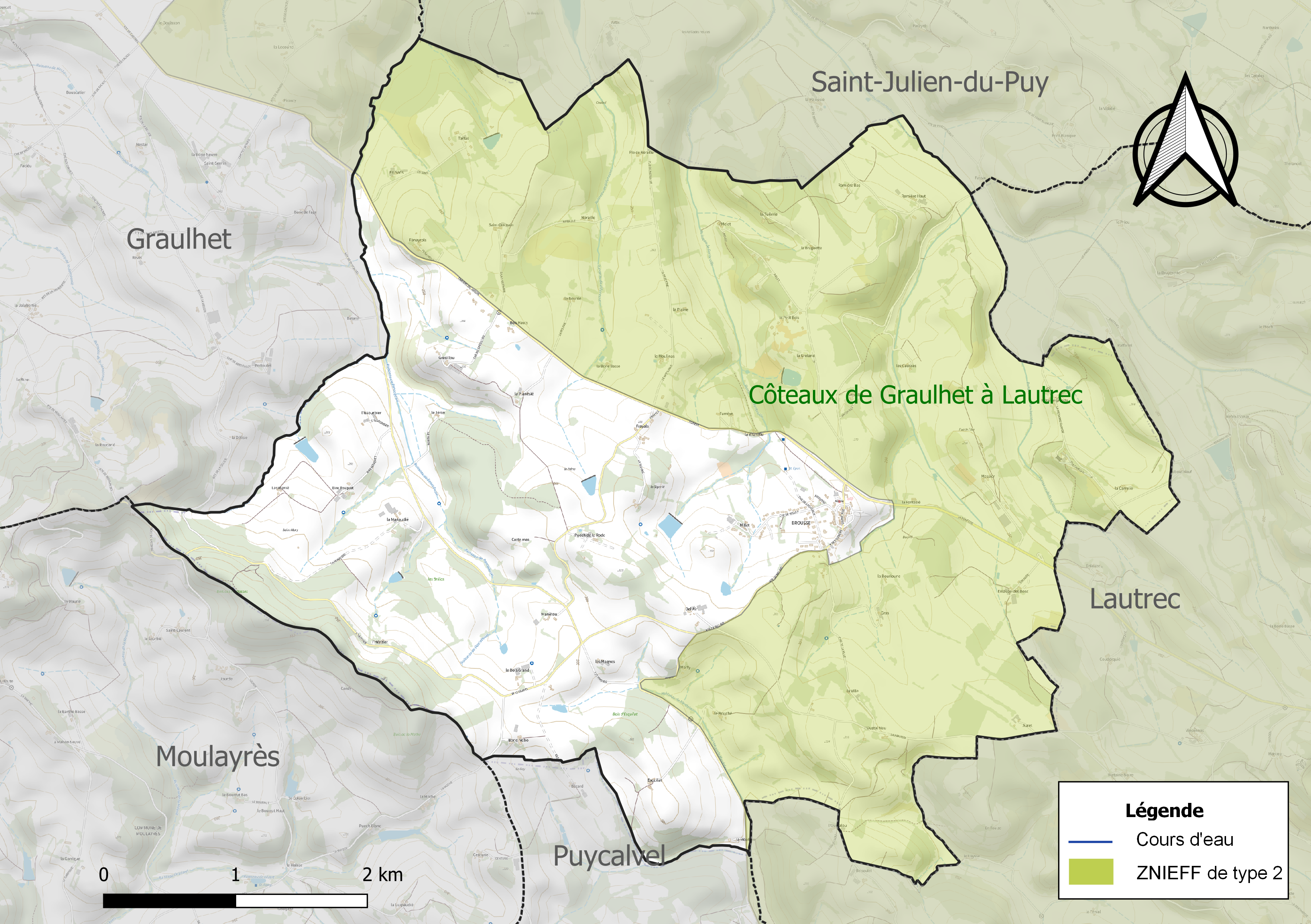
Carte de la ZNIEFF de type 2 sur la commune.

## Urbanisme

### Typologie
Au 1er janvier 2024, Brousse est catégorisée commune rurale à habitat dispersé, selon la nouvelle grille communale de densité à sept niveaux définie par l'Insee en 2022.
Elle est située hors unité urbaine. Par ailleurs la commune fait partie de l'aire d'attraction de Graulhet, dont elle est une commune de la couronne,. Cette aire, qui regroupe 7 communes, est catégorisée dans les aires de moins de 50 000 habitants,.

### Occupation des sols
L'occupation des sols de la commune, telle qu'elle ressort de la base de données européenne d’occupation biophysique des sols Corine Land Cover (CLC), est marquée par l'importance des territoires agricoles (90,3 % en 2018), en diminution par rapport à 1990 (92 %). La répartition détaillée en 2018 est la suivante : 
terres arables (59,1 %), zones agricoles hétérogènes (31,2 %), forêts (8 %), zones urbanisées (1,7 %). L'évolution de l’occupation des sols de la commune et de ses infrastructures peut être observée sur les différentes représentations cartographiques du territoire : la carte de Cassini (XVIIIe siècle), la carte d'état-major (1820-1866) et les cartes ou photos aériennes de l'IGN pour la période actuelle (1950 à aujourd'hui).

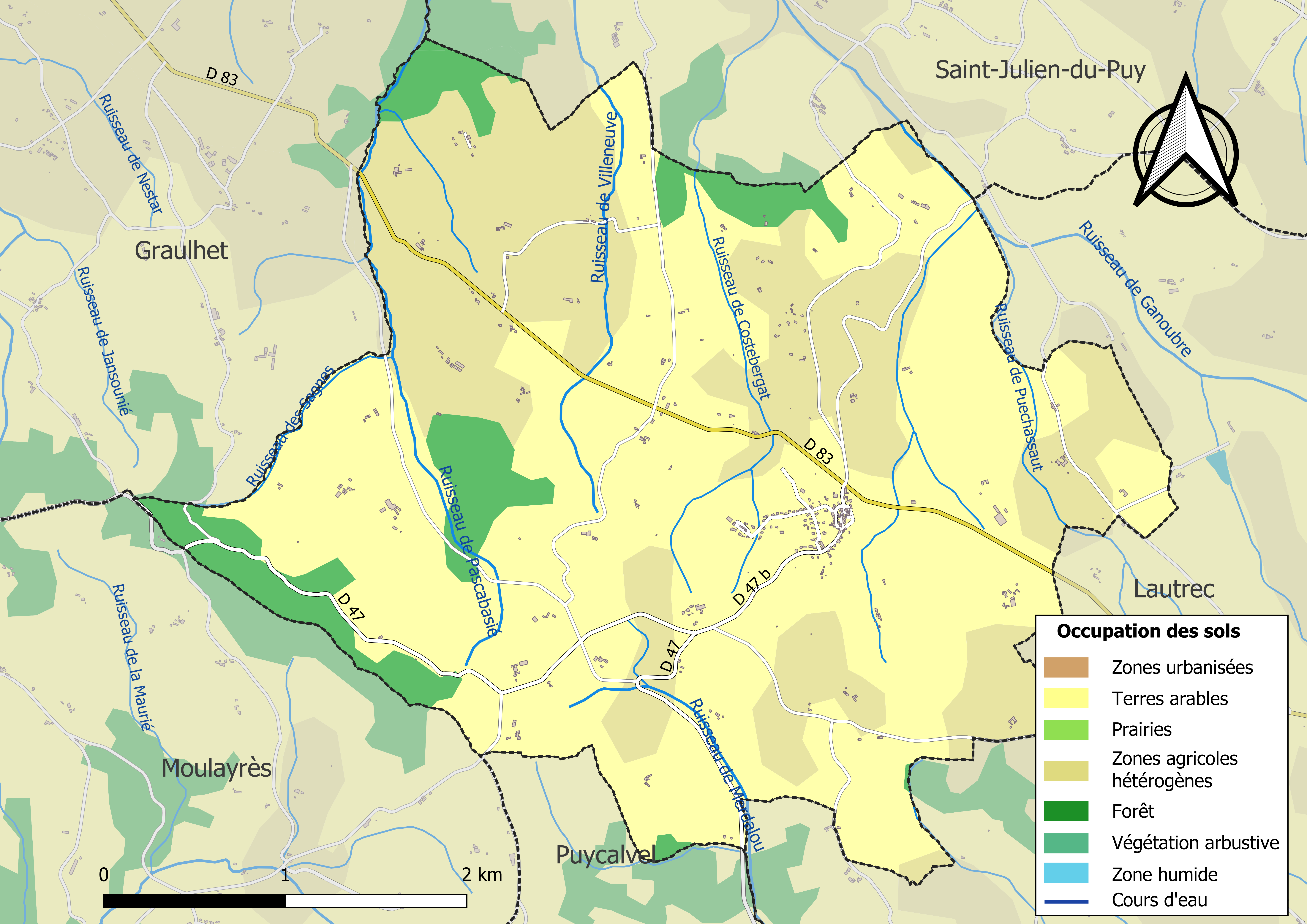
Carte des infrastructures et de l'occupation des sols de la commune en 2018 (CLC).

### Risques majeurs
Le territoire de la commune de Brousse est vulnérable à différents aléas naturels : météorologiques (tempête, orage, neige, grand froid, canicule ou sécheresse), mouvements de terrains et séisme (sismicité très faible). Il est également exposé à un risque technologique, le transport de matières dangereuses. Un site publié par le BRGM permet d'évaluer simplement et rapidement les risques d'un bien localisé soit par son adresse soit par le numéro de sa parcelle.

#### Risques naturels
Brousse est exposée au risque de feu de forêt. En 2022, il n'existe pas de Plan de Prévention des Risques incendie de forêt (PPRif). Le débroussaillement aux abords des maisons constitue l’une des meilleures protections pour les particuliers contre le feu,.

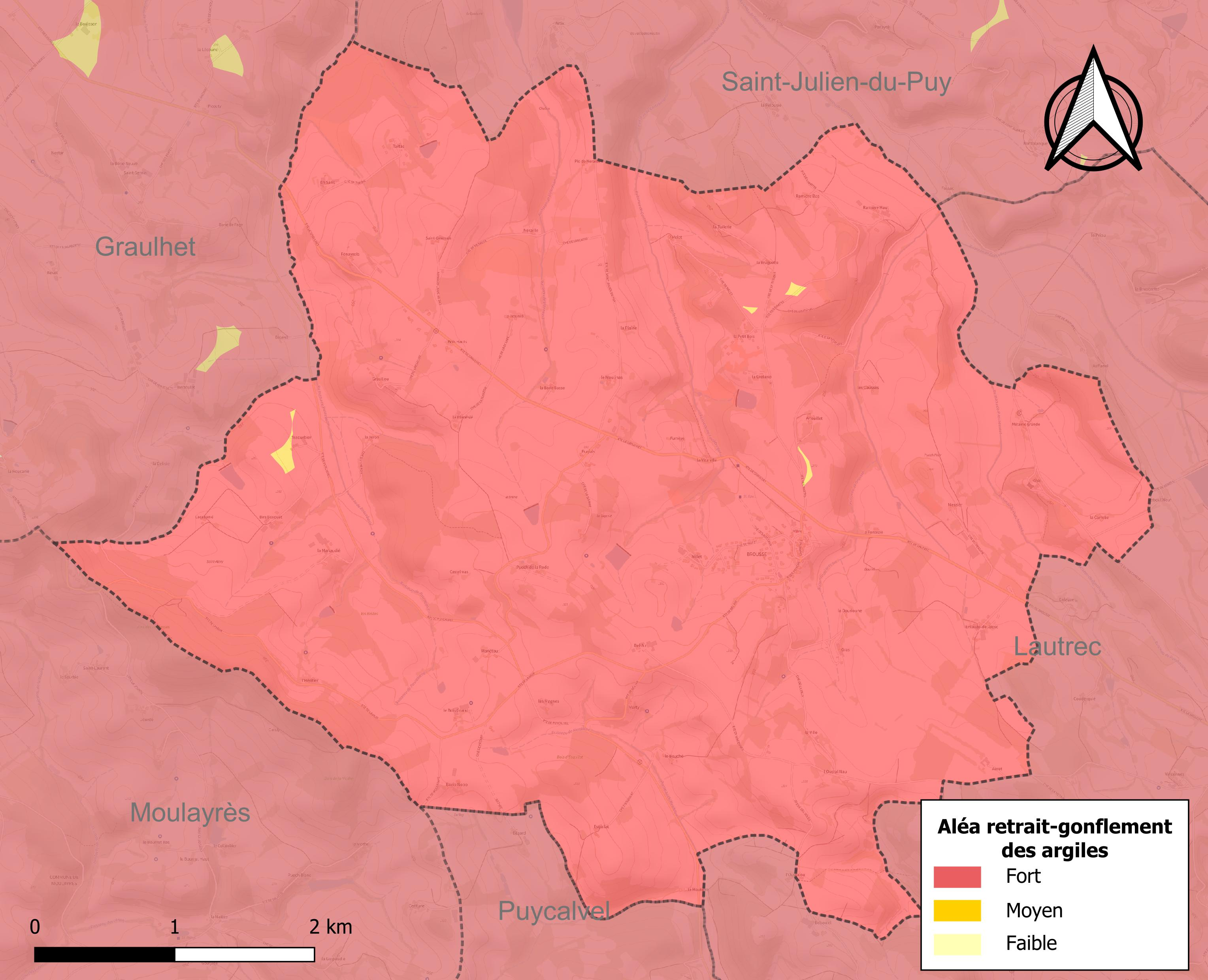
Carte des zones d'aléa retrait-gonflement des sols argileux de Brousse.

La commune est vulnérable au risque de mouvements de terrains constitué principalement du retrait-gonflement des sols argileux. Cet aléa est susceptible d'engendrer des dommages importants aux bâtiments en cas d’alternance de périodes de sécheresse et de pluie. La totalité de la commune est en aléa moyen ou fort (76,3 % au niveau départemental et 48,5 % au niveau national). Sur les 184 bâtiments dénombrés sur la commune en 2019, 184 sont en aléa moyen ou fort, soit 100 %, à comparer aux 90 % au niveau départemental et 54 % au niveau national. Une cartographie de l'exposition du territoire national au retrait gonflement des sols argileux est disponible sur le site du BRGM,.
Par ailleurs, afin de mieux appréhender le risque d’affaissement de terrain, l'inventaire national des cavités souterraines permet de localiser celles situées sur la commune.
La commune a été reconnue en état de catastrophe naturelle au titre des dommages causés par les inondations et coulées de boue survenues en 1982 et 1995.

#### Risques technologiques
Le risque de transport de matières dangereuses sur la commune est lié à sa traversée par des infrastructures routières ou ferroviaires importantes ou la présence d'une canalisation de transport d'hydrocarbures. Un accident se produisant sur de telles infrastructures est susceptible d’avoir des effets graves sur les biens, les personnes ou l'environnement, selon la nature du matériau transporté. Des dispositions d’urbanisme peuvent être préconisées en conséquence.

## Histoire
Le 11 avril 1897, dimanche des Rameaux, vers le milieu de la messe, une partie de la toiture de l'église s'effondra, tuant 8 personnes sur le coup.

## Politique et administration
| Période                                  | Période        | Identité          | Étiquette | Qualité |
| ---------------------------------------- | -------------- | ----------------- | --------- | ------- |
| mars 2001                                | 2008           | Jacques Bessettes |           |         |
| mars 2014                                | septembre 2015 | François Godefroy |           |         |
| septembre 2015                           | 2020           | Hélène Frances    |           |         |
| 2020                                     | En cours       | Mathieu Fau       |           |         |
| Les données manquantes sont à compléter. |                |                   |           |         |

## Démographie
| 1793 | 1800 | 1806 | 1821 | 1831 | 1836 | 1841 | 1846 | 1851 |
| ---- | ---- | ---- | ---- | ---- | ---- | ---- | ---- | ---- |
| 436  | 449  | 537  | 559  | 624  | 668  | 695  | 703  | 708  |

| 1856 | 1861 | 1866 | 1872 | 1876 | 1881 | 1886 | 1891 | 1896 |
| ---- | ---- | ---- | ---- | ---- | ---- | ---- | ---- | ---- |
| 672  | 653  | 639  | 650  | 617  | 602  | 569  | 509  | 477  |

| 1901 | 1906 | 1911 | 1921 | 1926 | 1931 | 1936 | 1946 | 1954 |
| ---- | ---- | ---- | ---- | ---- | ---- | ---- | ---- | ---- |
| 448  | 452  | 411  | 377  | 392  | 362  | 352  | 334  | 312  |

| 1962 | 1968 | 1975 | 1982 | 1990 | 1999 | 2006 | 2011 | 2016 |
| ---- | ---- | ---- | ---- | ---- | ---- | ---- | ---- | ---- |
| 310  | 294  | 273  | 243  | 233  | 271  | 294  | 395  | 417  |

| 2021 | 2022 | - | - | - | - | - | - | - |
| ---- | ---- | - | - | - | - | - | - | - |
| 435  | 439  | - | - | - | - | - | - | - |

## Économie

### Revenus
En 2018, la commune compte 170 ménages fiscaux, regroupant 419 personnes. La médiane du revenu disponible par unité de consommation est de 19 750 € (20 400 € dans le département).

### Emploi
|                | 2008  | 2013  | 2018  |
| -------------- | ----- | ----- | ----- |
| Commune        | 9,1 % | 6,9 % | 8,3 % |
| Département    | 8,2 % | 9,9 % | 10 %  |
| France entière | 8,3 % | 10 %  | 10 %  |

En 2018, la population âgée de 15 à 64 ans s'élève à 270 personnes, parmi lesquelles on compte 77,4 % d'actifs (69,1 % ayant un emploi et 8,3 % de chômeurs) et 22,6 % d'inactifs,. En  2018, le taux de chômage communal (au sens du recensement) des 15-64 ans est inférieur à celui de la France et du département, alors qu'en 2008 la situation était inverse.
La commune fait partie de la couronne de l'aire d'attraction de Graulhet, du fait qu'au moins 15 % des actifs travaillent dans le pôle,. Elle compte 65 emplois en 2018, contre 73 en 2013 et 51 en 2008. Le nombre d'actifs ayant un emploi résidant dans la commune est de 187, soit un indicateur de concentration d'emploi de 34,6 % et un taux d'activité parmi les 15 ans ou plus de 63,1 %.
Sur ces 187 actifs de 15 ans ou plus ayant un emploi, 42 travaillent dans la commune, soit 23 % des habitants. Pour se rendre au travail, 85,4 % des habitants utilisent un véhicule personnel ou de fonction à quatre roues, 1,1 % les transports en commun, 2,7 % s'y rendent en deux-roues, à vélo ou à pied et 10,8 % n'ont pas besoin de transport (travail au domicile).

### Activités hors agriculture
26 établissements sont implantés  à Brousse au 31 décembre 2019.
Le secteur de l'industrie manufacturière, des industries extractives et autres est prépondérant sur la commune puisqu'il représente 30,8 % du nombre total d'établissements de la commune (8 sur les 26 entreprises implantées  à Brousse), contre 13 % au niveau départemental.

### Agriculture
La commune est dans la « plaine de l'Albigeois et du Castrais », une petite région agricole occupant le centre du département du Tarn. En 2020, l'orientation technico-économique de l'agriculture  sur la commune est la polyculture et/ou le polyélevage.
|               | 1988 | 2000 | 2010  | 2020 |
| ------------- | ---- | ---- | ----- | ---- |
| Exploitations | 35   | 25   | 23    | 18   |
| SAU (ha)      | 953  | 968  | 1 105 | 915  |

Le nombre d'exploitations agricoles en activité et ayant leur siège dans la commune est passé de 35 lors du recensement agricole de 1988  à 25 en 2000 puis à 23 en 2010 et enfin à 18 en 2020, soit une baisse de 49 % en 32 ans. Le même mouvement est observé à l'échelle du département qui a perdu pendant cette période 58 % de ses exploitations,. La surface agricole utilisée sur la commune a également diminué, passant de 953 ha en 1988 à 915 ha en 2020. Parallèlement la surface agricole utilisée moyenne par exploitation a augmenté, passant de 27 à 51 ha.

## Culture locale et patrimoine

### Lieux et monuments
- Église Saint-Sauveur de Brousse.

## Pour approfondir